# Caren Metschuck
Caren Metschuck (n. 27 septembrie 1963, Greifswald, Republica Democrată Germană) este o înotătoare ce a reprezentat Germania, medaliată olimpică. A participat la o ediție a Jocurilor Olimpice (1980) în care a câștigat 3 medalii de aur și o medalie de argint.